# 磁普兰特数
磁普兰特数（Magnetic Prandtl number，Prm）是在磁流体力学中的無量綱，大約是動量擴散率（動黏度）及磁擴散率的比例，定義為：
{\displaystyle \mathrm {Pr} _{\mathrm {m} }={\frac {\mathrm {Re_{m}} }{\mathrm {Re} }}={\frac {\nu }{\eta }}={\frac {\mbox{viscous diffusion rate}}{\mbox{magnetic diffusion rate}}}}
其中
- Rem為磁雷諾數
- Re為雷諾數
- ν 為動量擴散率（動黏度）
- η 為磁擴散率

液態金屬中的磁普兰特数較小，在行星內部及實驗室的液态金属发电机中，磁普兰特数約為10−5。而電漿中的磁普兰特数較大，在太陽對流層中磁普兰特数約為10−2，
在吸积盘中會希望得到1的磁普兰特数，但這會讓喷射問題變複雜，吸积盤内部需要大量集中的磁场才能喷射，但磁普兰特数會讓磁場散到外面，而不是集中在吸积盘內。